# 권재환 (배우)
권재환(본명: 권형준, 1970년 12월 10일 ~ )은 대한민국 배우이다.

## 학력
- 서울예술대학교 연극학과

## 출연작

### 드라마
- 2002년 MBC 수목미니시리즈 《네 멋대로 해라》 ... 우찬석 역
- 2004년 SBS 광복60년 대하드라마 《토지》 ... 한복 역
- 2009년 SBS 추석특집극 《아버지, 당신의 자리》 ... 이광철 역
- 2012년 SBS 아침연속극 《너라서 좋아》 ... 기세남 역
- 2013년 MBC 수목드라마 《메디컬 탑팀》 ... 환자 역
- 2014년 SBS 월화드라마 《닥터 이방인》 ... 이규은의 남편 역
- 2014년 SBS 드라마스페셜 《너희들은 포위됐다》 ... 김화신 역
- 2015년 SBS 창사 25주년 특별기획 《육룡이 나르샤》 ... 장터 조직원 역
- 2017년 OCN 주말드라마 《보이스》 ... 천상필 역
- 2018년 OCN 수목드라마 《신의 퀴즈: 리부트》 ... 현상필을 아는 남자 역
- 2019년 TV조선 토일드라마 《간택 - 여인들의 전쟁》 ... 권익수 역
- 2021년 SBS 아침연속극 《아모르 파티 - 사랑하라, 지금》 ... 서민구 역
- 2021년 tvN 금토드라마 《보이스 4》 ... 천상필 역
- 2022년 SBS 금토드라마 《소방서 옆 경찰서》 ... 학교 교감 역
- 2024년 넷플릭스 웹드라마 《오징어 게임 시즌 2》

### 영화
- 2005년 《남자니까 아시잖아요?》 ... 태오 역
- 2006년 《다섯 개의 시선》 ... 태오 역
- 2007년 《마이 파더》 ... 젊은 장민호 역
- 2009년 《작전》 ... 김승범 역
- 2009년 《장례식의 멤버》 ... 자율학습 선생 역
- 2014년 《흑산도》 ... 문귀수 역
- 2017년 《기억의 밤》 ... 파출소 경찰 1 역
- 2019년 《난폭한 기록》 ... 문귀수 역
- 2022년 《매미소리》 ... 황학수 역
- 2025년 《초혼, 다시 부르는 노래》 ... 민영 부 역

### 방송
- 2000년 ~ 2005년 EBS 《방귀대장 뿡뿡이》 ... 짜잔형 역
- 2003년 ~ 2005년 EBS 《뿡뿡이랑 야야야!》 ... 짜잔형 역
- 2007년 ~ 2008년 KBS2 《TV유치원 파니파니》 ... 팜팜 역

### 연극
- 1997년 《모스키토》
- 1999년 《그림자소동》
- 2009년 《흉가에 별들어라》

### 뮤지컬
- 1994년 《헤어》
- 1995년  ~ 1996년 《지하철1호선》
- 2002년 《어린이뮤지컬 토토》
- 2003년 ~ 2004년 《방귀대장 뿡뿡이의 초록별 대모험》
- 2005년 《황금열쇠 비밀》
- 2006년 《네버엔딩스토리》
- 2007년 《맨 오브 라만차》
- 2009년  ~ 2010년 《빨래》

## 수상
- 1990년 대학민속경인대회 은상
- 1999년 백상예술대상 남우신인상